# Ficus madagascariensis
Ficus madagascariensis är en mullbärsväxtart som beskrevs av C.C. Berg. Ficus madagascariensis ingår i släktet fikonsläktet, och familjen mullbärsväxter. Inga underarter finns listade i Catalogue of Life.